# Lexus ES
La Lexus ES è un berlina di fascia media prodotta dalla casa automobilistica giapponese Lexus a partire dal 1989. 
Nell'arco della sua carriera è stata prodotta in sette generazioni, di cui ultima è in produzione dal 2018.
È offerto con due tipi di motorizzazione ibrida o con motore termico.

## Contesto e storia
Il nome della vettura "ES" sta per "Executive Sedan". La ES è stata prodotta dal 1989 in sette divert generazioni, tutte caratterizzate dallo schema tuttoavanti, con la disposizione del motore V6 e della trazione sull'avantreno. Le prime cinque generazioni dell'ES furono costruite sulla piattaforma della Toyota Camry, mentre la sesta generazione era basata invece sulla Toyota Avalon. Il cambio manuale è stato reso disponibile fino al 1993; nel 2010 è stato introdotto un propulsore a quattro cilindri nei mercati asiatici; nel 2012 è stata presentata una versione ibrida-benzina. L'ES era l'unica vettura a trazione anteriore della Lexus fino al 1998, quando fu presentata la Lexus RX e fino al debutto della Lexus IS nel 1999, era la berlina entry-level della gamma Lexus.
La vettura venne presentata nel 1989 come "ES 250" nella sua prima generazione ed era uno delle prime due vetture a debuttare con il marchio Lexus insieme alla Lexus LS 400. L'ES 300 di seconda generazione ha debuttato nel 1991, seguito dall'ES 300 di terza generazione nel 1996 e dall'ES 300/330 di quarta generazione nel 2001. Le berline dalla prima alla quarta generazione hanno condiviso vari elementi della carrozzeria e del corpo vettura con le berline Toyota vendute per il mercato interno giapponese. La ES di quinta generazione, ha debuttato all'inizio del 2006. L'ES di sesta generazione ha debuttato nella prima metà del 2012 e presentava dimensioni esterne assai più generose rispetto alle generazioni passate a causa dell'aumento del passo dovuto alla condivisione della meccanica con la coeva Toyota Avalon. La ES di settima generazione è stato presentato nel 2018 ed è stata realizzata sulla base della contemporanea Toyota Avalon.
Negli Stati Uniti la Lexus ES è stata la berlina Lexus più venduta per oltre quindici anni.